# Ilona Richter
Ilona Richter, nach Heirat Ilona Dörfel (* 11. März 1953 in Neukirchen) ist eine deutsche Ruderin aus der DDR. 1976 und 1980 wurde sie Olympiasiegerin im Achter.

## Leben
Ilona Richter begann mit 13 Jahren mit dem Rudersport. Sie gehörte zuerst dem TSC Berlin an, ab 1969 trat sie für den neu gegründeten SC Berlin-Grünau an. 1972 wurde sie DDR-Meisterin im Doppelvierer. 1973 wechselte sie zum Riemenrudern und von 1974 bis 1980 gehörte sie mit Ausnahme der Jahre 1977 und 1978 immer dem DDR-Achter an.
1974 und 1975 wurde sie mit dem DDR-Achter Weltmeisterin, ein Jahr später trat der DDR-Achter in der Besetzung Viola Goretzki, Christiane Knetsch, Ilona Richter, Brigitte Ahrenholz, Monika Kallies, Henrietta Ebert, Helma Lehmann, Irina Müller an, Steuerfrau war Marina Wilke. Diese Mannschaft siegte bei den Olympischen Spielen 1976 in Montreal mit drei Sekunden Vorsprung auf die Sowjetunion.
1977 wurde Ilona Richter Weltmeisterin mit dem Vierer mit Steuerfrau des SC Berlin-Grünau. 1979 wurde sie Vizeweltmeisterin mit dem Achter. 1980 bei den Olympischen Spielen in Moskau war sie neben Steuerfrau Marina Wilke und Christiane Köpke(-Knetsch) die einzige Olympiasiegerin von 1976 im Achter. Martina Boesler, Kersten Neisser, Christiane Köpke, Birgit Schütz, Gabriele Kühn, Ilona Richter, Marita Sandig, Karin Metze und Marina Wilke siegten mit einer Sekunde Vorsprung auf das sowjetische Boot.
Nach dem zweiten Olympiasieg beendete sie ihre sportliche Karriere. Nach ihrem Studienabschluss in Physik und Kristallographie lebte und forschte sie von 1983 bis 1986 mit ihrem Mann, Bernd-Dietrich Dörfel, in Dubna. 1987 promovierte Ilona Dörfel. Nach 1990 wurde sie wissenschaftliche Mitarbeiterin bei der Bundesanstalt für Materialforschung und -prüfung, sie ist dort für Elektronenmikroskopie zuständig.

## Auszeichnungen (Auswahl)
- 1974 – Vaterländischer Verdienstorden in Bronze
- 1976 – Vaterländischer Verdienstorden in Silber[1]
- 1980 – Vaterländischer Verdienstorden in Gold